# 1983
Het jaar 1983 is een jaartal volgens de christelijke jaartelling.

## Gebeurtenissen
januari
- 1 – In de Vlaamse faciliteitengemeente Voeren (België), wordt de omstreden Franstalige José Happart geïnstalleerd als burgemeester. Burgemeester Happart weigert echter Nederlands te leren, wat in strijd is met de Belgische Grondwet.
- 1 – Het United States Department of Defense Advanced Research Projects Agency (ARPA) verandert haar netwerkprotocol van NCP naar TCP/IP en markeert daarmee het begin van het internet zoals we het nu kennen. Het internetprotocol IP is een afspraak over de wijze waarop computernetwerken met elkaar communiceren.
- 2 – De Engelse politie maakt bekend dat op 3 december 1982 de grootste bankroof uit de geschiedenis heeft plaatsgevonden. De buit bedraagt 10 miljoen Britse pond.
- 5 – Het Warschaupact stelt de NAVO een niet-aanvalsverdrag voor. De reactie is lauw.
- 8 – Een grote opstand breekt uit in de beruchte Sing Sing-gevangenis in New York.
- 9 – Amerikaanse wetenschappers stellen voor het eerst ergens in het heelal een zwart gat vast. Het is 150.000 lichtjaar van de aarde verwijderd.
- 17 – Nigeria gaat vanwege economische en politieke problemen bij verrassing over tot het uitwijzen van twee miljoen illegale buitenlanders. Van hen bestaat ongeveer de helft uit Ghanezen. In grote wanorde wordt iedereen gedwongen het land binnen een paar dagen te verlaten.
- 19 – Miljoenen Grieken gaan de straat op uit protest tegen de inkomenspolitiek van de regering van premier Andreas Papandreou.
- In januari worden in Nederland de eerste drie patiënten geregistreerd met aids.
- 23 – De eerste aflevering van The A-Team wordt uitgezonden.
- 24 – In Rome krijgen 32 leden van de Rode Brigades levenslang, aan het einde van het proces over de ontvoering van en moord op de voormalige Italiaanse premier Aldo Moro, in de lente van 1978. Nog eens 27 verdachten krijgen kortere vrijheidsstraffen, vier mensen worden vrijgesproken.
- 26 – Vanuit de VS wordt de in Nederland gebouwde satelliet IRAS gelanceerd, die met veel succes astronomisch onderzoek zal doen aan infrarode bronnen in het heelal.

februari
- 2 – De voormalige tweede man van het regime in Suriname, majoor Roy Horb, wordt dood aangetroffen in zijn cel. Op 30 januari was hij gearresteerd vanwege het beramen van een coup tegen het bewind van Desi Bouterse.
- 3 – Het Nederlandse kabinet staakt de financiële steun aan het RSV-concern, waarvan vele onderdelen nu dicht moeten. In maart besluit de Tweede Kamer om in een parlementaire enquête naar de RSV-werf onder leiding van oud-minister Kees van Dijk (CDA) te laten onderzoeken hoe de vele honderden miljoenen guldens aan overheidssteun in het verleden zijn besteed, tot stand gekomen en gecontroleerd.
- 4 – In Odense (Denemarken) wordt een onbekende symfonie van Wolfgang Amadeus Mozart ontdekt, die hij als negenjarige moet hebben geschreven.
- 5 – Zeer lang was er gezocht naar Klaus Barbie, ook wel aangeduid als ‘de slachter van Lyon’, die tijdens de Tweede Wereldoorlog hoofd van de Gestapo was in de Franse stad Lyon. Bolivia levert hem uit en zet hem op een vliegtuig naar Frankrijk, waar hij wordt ingerekend. Na een geruchtmakend proces wordt hij veroordeeld tot een levenslange gevangenisstraf.
- 7 – Met vrees werd ernaar uitgezien: twee weken na het eerste gedeelte valt nu ook het radioactieve deel van de Russische spionagesatelliet Kosmos 1402 terug in de dampkring. Dit deel van de kunstmaan verbrandt volledig; eerder kwamen brokstukken van de satelliet in de Indische Oceaan terecht.
- 11 – Deskundigen van de WHO (Wereldgezondheidsorganisatie) komen in Genève tot de conclusie dat leverkanker, een van de tien vormen van kanker die het meest optreden, kan worden voorkomen met behulp van de vaccins tegen hepatitis B.
- 14 – De Israëlische minister van defensie Ariel Sharon treedt af nadat hij vijf maanden is achtervolgd door protesten tegen het bloedbad in de Palestijnse vluchtelingenkampen Sabra en Chatilla. Als minister zonder portefeuille blijft Sharon lid van het Israëlische kabinet.
- 17 – Algehele herziening van de Nederlandse Grondwet.
- 18 – De politie doet een inval in de kantoren van de Slavenburg's bank in Rotterdam, Den Haag en Dordrecht. De administratie wordt in beslag genomen omdat er verdenking bestaat van het werken met zwart geld. Er volgen verschillende arrestaties en veroordelingen van topmensen van de bank.
- 20 – Tijdens de verkiezingen in de Indiase deelstaat Assam, die worden gehouden tegen de wens van de meerderheid van de bevolking in, komen meer dan 3000 mensen om het leven bij onlusten. Vooral Bengaalse immigranten moeten het ontgelden.
- 22 – Vladimir Salnikov scherpt in Moskou zijn eigen wereldrecord op de 1500 meter vrije slag aan tot 14.54,75. Het oude record (14.56,35) stond sinds 13 maart 1982 op naam van de Russische zwemmer.
- 25 – De auteur Tennessee Williams overlijdt op 71-jarige leeftijd.
- 28 – Ivan Lendl lost Jimmy Connors na twee weken af als nummer één op de wereldranglijst der tennisprofessionals en wordt de zesde aanvoerder van die lijst na Ilie Năstase, John Newcombe, Björn Borg, Jimmy Connors en John McEnroe.

maart
- 1 – introductie van de cd op de Nederlandse markt.
- 1 – De Europese milieuministers besluiten de import van huiden van jonge zeehonden stop te zetten.
- 3 – In Zimbabwe zegt oppositieleider Joshua Nkomo, voorman van de Noord-Ndebele-minderheid, dat premier Robert Mugabe erop uit is hem te laten vermoorden. Het leger maakt zich schuldig aan wreedheden tegenover de opstandige Noord-Ndebele en Nkomo vlucht, verkleed als vrouw, naar het buurland Botswana en door naar Engeland. In augustus zal hij naar Zimbabwe terugkeren, om niet zijn zetel in het parlement kwijt te raken.
- 4 – Oprichting EOE, de hedendaagse Beurs van Amsterdam, de AEX.
- 5 – De verkiezingen in Australië leveren een overwinning op voor de Australian Labor Party. Ex-vakbondsman Bob Hawke wordt premier, als opvolger van Malcolm Fraser, die met zijn conservatieve National Party acht jaar lang aan de regering is geweest.
- 6 –  Bij de West-Duitse Bondsdagverkiezingen komen de Groenen voor het eerst in de Bondsdag.
- 7 tot 12 – Op de Ronde Tafel Conferentie in Den Haag wordt besloten dat Aruba vanaf 1986 een status aparte zal krijgen, los van de andere Nederlandse Antillen. Na tien jaar volgt dan volledige onafhankelijkheid.
- 21 – Laatste devaluatie van de Nederlandse gulden tegenover de Duitse mark totdat ze beide op 1 januari 1999 opgaan in de euro. De Duitse mark stijgt 5,5% ten opzichte van het EMS terwijl de stijging van de gulden 3,5% is, zodat er effectief een devaluatie van ongeveer 2% is.
- 26 – Betico Croes opent vooruitlopend op de status aparte een ‘Bureau van de Vertegenwoordiging van het eilandgebied Aruba’ in Den Haag. In de volksmond gaat het al gauw Arubahuis heten.

april
- 1 – Studio Brussel gaat voor het eerst in de ether.
- 1 – Meesteroplichter William Vandergucht haalt met een ongedekte cheque 76 miljoen Belgische frank van een ASLK-bankfiliaal in Gent en verdwijnt spoorloos.
- 2 – In totaal 41 vaten met zeer giftig dioxine – afgegraven aarde uit het Italiaanse plaatsje Seveso, dat in 1976 werd vergiftigd door een gaswolk uit een chemische fabriek – zijn zoekgeraakt. Na een wekenlange zoektocht in heel Europa worden de vaten op 19 mei teruggevonden: ze liggen opgeslagen in een oude loods bij Lille in Noord-Frankrijk. In juni gaat de last naar Ciba-Geigy in Bazel om in speciale ovens te worden verbrand. Dat zal in 1985 gebeuren.
- 5 – Cevdet Yılmaz schiet zes mensen dood in een café in Delft. Hij krijgt hiervoor levenslang.
- 12 – In totaal acht onderscheidingen gaan bij de 55ste Oscar-uitreiking in Hollywood naar de film Gandhi van Richard Attenborough.
- 13 – Harold Washington wordt gekozen als de eerste Afrikaans-Amerikaanse burgemeester van Chicago.
- 15 – Tokyo Disney Resort in Tokio, Japan opent zijn deuren.
- 18 – De Amerikaanse ambassade in Beiroet (Libanon) wordt opgeblazen, waarbij 63 mensen omkomen. De zelfmoordaanslag wordt aanvankelijk opgeëist door Islamitische Jihad, maar later wordt Hezbollah verantwoordelijk gehouden.
- 23 – Phil Anderson wint de achttiende editie van Nederlands enige wielerklassieker, de Amstel Gold Race.
- 23 – Het Eurovisiesongfestival 1983 vindt plaats in München. Luxemburg wint het festival met de hit Si la vie est cadeau van Corinne Hermès. Nederland eindigt als 7de en België als 18de.
- 24 – Veertien jaar lang leidde hij de regering van Oostenrijk met alleen de socialistische SPÖ, nu verliezen premier Bruno Kreisky en zijn partij bij de verkiezingen de absolute meerderheid in het parlement. Kreisky stapt op en laat het aan zijn partijgenoot Fred Sinowatz over om, op 18 mei, een coalitieregering te vormen met de liberale FPÖ.
- 25 – Het Duitse weekblad Stern heeft de hand gelegd op 60 schriften met dagboekaantekeningen, die samen de dagboeken van Adolf Hitler zouden zijn. Er ontstaat een hevige discussie over de authenticiteit, maar uiteindelijk wordt duidelijk dat er sprake is van een vervalsing.
- 26 – Twee F-16 straaljagers verongelukken bij Hoogeveen.
- 26 – Acht staten rond de Perzische Golf kunnen het maar heel beperkt eens worden over gemeenschappelijke maatregelen om de enorme olievervuiling in de Golf de baas te worden. Al wekenlang loopt Iraanse olie vrijelijk de zee in, als gevolg van het bombarderen door Irak van booreilanden en pijpleidingen.
- 27 – Het Nederlands voetbalelftal gaat in Utrecht met 3-0 onderuit tegen Zweden. Drie spelers maken hun debuut voor Oranje in het vriendschappelijke duel: Wim Hofkens (Anderlecht), en de broers Erwin en Ronald Koeman (FC Groningen).
- 28 – De militaire regering van Argentinië erkent dat van de tienduizenden mensen die in de jaren 70 bij de ‘smerige oorlog tegen het terrorisme’ zijn ‘verdwenen’, mag worden aangenomen dat ze niet meer leven. ‘Noodzakelijk en legaal’ noemt de junta de mensenoffers. Een storm van protesten is het gevolg van deze stellingname.
- 30 – In Turkije krijgen 242 leidende figuren van de Turkse politieke partijen het verbod te horen om in de komende tien jaar politiek actief te zijn. Onder hen de oud-premiers Bülent Ecevit en Suleiman Demirel.

mei
- 1 – Ondanks de onderdrukking nemen de mensen in Chili en Polen de gelegenheid van de eerste mei te baat om te demonstreren. In Chili is het een repetitie voor de dagen van massaal ‘nationaal protest’ die vanaf 11 mei iedere maand terugkeren. In Polen vinden in twintig steden demonstraties plaats voor de verboden vakbond Solidariteit.
- 2 – Het team van de Sovjet-Unie wint in West-Duitsland voor de vijfde keer op rij het wereldkampioenschap ijshockey.
- 2 – De WHO bericht dat in Europa elk jaar 100.000 zelfmoorden plaatsvinden.
- 4 – Iran wijst achttien Russische diplomaten uit vanwege ‘inmenging in binnenlandse aangelegenheden’; tegelijkertijd wordt de communistische Tudeh-partij verboden, die eerder het regime gesteund had.
- 9 – Een onderzoek dat een team van deskundigen uitvoerde in opdracht van de Wereldgezondheidsconferentie van 1981 komt tot de slotsom dat het in geval van een nucleaire oorlog niet mogelijk zal zijn om de gewonden medische hulp en verzorging te bieden.
- 12 – In Nederland is er een zware zomerstorm, die tien mensen het leven kost.
- 15 – De eerste Nederlandse reageerbuisbaby, Stefanie, wordt geboren in het Rotterdamse Dijkzigtziekenhuis.
- 16 – Oud-premier Dries van Agt wordt benoemd tot Commissaris van de Koningin in de provincie Noord-Brabant. Ed van Thijn wordt de nieuwe burgemeester van Amsterdam.
- 19 – Koningin Beatrix opent de Hemtunnel tussen de stations Amsterdam Sloterdijk en Zaandam. Op 28 mei gaan de treinen erdoorheen rijden.
- 25 – In het Amerikaanse tijdschrift Science schrijft een groep Franse onderzoekers de nieuwe immuunziekte aids toe aan een humaan retrovirus. Die bevinding blijkt juist. In de VS begint de geheimzinnige ziekte, die zich eerst beperkte tot kringen van homoseksuele mannen en drugsspuiters, om zich heen te grijpen. Ook in Europa worden de eerste gevallen gediagnosticeerd.
- 28 – Op de negende economische top van de zeven grootste westerse industrielanden, in Williamsburg (VS), besluiten de deelnemers gezamenlijk de werkloosheid, de inflatie, het protectionisme en de hoge rentestand te gaan bestrijden, maar concrete afspraken hoe dat moet gebeuren, worden niet gemaakt.
- 29 – Voor het eerst in zes jaar is het weer vlaggetjesdag in Scheveningen en mag de haringvangst op de Noordzee worden hervat.
- 30 – De regering van Peru stelt in het hele land voor een periode van 60 dagen de staat van beleg in, om de maoïstische guerrillaorganisatie Lichtend Pad beter te kunnen bestrijden.

juni
- 1 – De bevelvoerder van de Palestijnse strijdgroep El Fatah in Libanon, Mussa Awad, maakt bekend dat hij zich heeft aangesloten bij de opstand tegen het beleid van PLO-leider Yasser Arafat. Mussa Awad en anderen zoeken de harde confrontatie met Israël.
- 8 – De 19de topconferentie van de Organisatie voor Afrikaanse Eenheid kan in de Ethiopische hoofdstad alleen maar doorgang vinden doordat het lid Polisario, de bevrijdingsbeweging die in de voormalige Spaanse Sahara (West-Sahara) strijd voert voor onafhankelijkheid van Marokko, afziet van deelname.
- 9 – In Portugal vormt Mario Soares een centrumlinkse coalitie van socialisten (PS) en sociaaldemocraten (PSD), na een groot verkiezingsverlies van rechts.
- 13 – Het Amerikaanse ruimteschip Pioneer 10, gelanceerd in 1972, verlaat het zonnestelsel. Er worden nog steeds signalen van opgevangen.
- 14 – De EG-ministers die ontwikkelingssamenwerking in hun portefeuille hebben, worden het in Luxemburg eens over een budget voor de komende twee jaar ten behoeve van onmiddellijke hulpmaatregelen tegen de honger in de wereld.
- 16 – In de Sovjet-Unie wordt Joeri Andropov nu ook tot voorzitter van het partijpresidium gekozen. In recordtijd heeft hij daarmee de drie belangrijkste ambten van staat en partij verworven: president, secretaris-generaal van de partij en voorzitter van de verdedigingsraad.
- 22 – De Deense ‘belastingrebel’ Mogens Glistrup wordt negen jaar na het begin van de behandeling van zijn zaak tot drie jaar gevangenisstraf veroordeeld, vanwege belastingontduiking. Ook verliest hij zijn parlementszetel.
- 23 – De geboorte van de eerste Belgische reageerbuisbaby in Leuven.
- 24 – Syrië wijst PLO-leider Yasser Arafat uit. Dat is een reactie op de verwijten van Arafat dat Syrië de opstandige elementen binnen El Fatah zou hebben geholpen.
- 26 – Bij de vervroegde parlementsverkiezingen in Italië lijden de christendemocraten het grootste verlies uit hun bestaan als partij en leveren zes procent in. Nog steeds zijn ze echter de grootste partij van het land, vóór de communisten.

juli
- 1 – De Libische revolutionaire leider Moammar al-Qadhafi brengt een bezoek aan de Marokkaanse koning Hassan en bespreekt de kwestie West-Sahara: sinds Spanje zich in de jaren 70 uit het koloniale gebied terugtrok, vechten de Saharanen (met name de bevrijdingsbeweging Polisario) om onafhankelijkheid van Marokko, dat het gebied annexeerde vanwege de rijkdom aan bodemschatten.
- 5 – Te hoge kosten én onenigheid met premier Jacques Chirac nopen de Franse president François Mitterrand ertoe de voor 1989 geplande wereldtentoonstelling in Parijs te annuleren.
- 15 – Op Malta na zijn alle 34 deelnemende landen aan de Europese Veiligheidsconferentie (CVSE) in Madrid het eens over de slotresolutie. Malta ondertekent in september alsnog, na verdere onderhandelingen. De conferentie werd begonnen in 1980.
- 18 – In een leslokaal van de legerplaats bij Oldebroek, onderdeel van het Artillerie Schietkamp te 't Harde, gemeente Elburg, explodeert een AP-23 mijn. Het ongeval vindt plaats tijdens een les "mijnen en valstrikken". Zes militairen, onder wie de instructeur, worden gedood en tien militairen raken gewond, van wie twee zeer ernstig. Op 19 juli 1983 overlijdt een van de twee ernstig gewonde militairen.
- 20 – De Bondsrepubliek Duitsland neemt in de EG het voortouw in de bestrijding van de luchtvervuiling door het autoverkeer, door het regeringsbesluit dat vanaf 1986 uitsluitend nog nieuwe auto's op de weg mogen komen die zijn uitgerust met een katalysator. Tegelijkertijd wordt de loodvrije benzine ingevoerd.
- 21 – Op het Vostokstation op de Antarctica wordt een buitentemperatuur gemeten van −89,2 graden Celsius, de laagste buitentemperatuur ooit op aarde vastgesteld.
- 22 – Polen heft de staat van beleg op, die 19 maanden heeft geheerst. Het parlement heeft inmiddels zoveel bijzondere wetten aangenomen dat de meeste rechtsmiddelen van de uitzonderingstoestand nog steeds ter beschikking staan.
- 23 – Op het eiland Sri Lanka breken bloedige onlusten uit tussen de meerderheid van Singalezen en de minderheid van Tamils.
- 24 – De Franse wielrenner Laurent Fignon wint zijn eerste Ronde van Frankrijk.
- 24 – Op de Boliviaanse Yungasweg vindt een ernstig busongeval met meer dan honderd doden plaats.

augustus
- 1 – Bettino Craxi wordt de eerste socialistische premier van Italië.
- 2 – India, Pakistan, Bangladesh, Sri Lanka, Bhutan, Nepal en de Malediven ondertekenen in New Delhi verdragen over 'Zuid-Aziatische regionale samenwerking' op gebieden van landbouw, postverkeer, telecommunicatie en verkeer.
- 5 – In Opper-Volta grijpt kapitein Thomas Sankara met een militaire coup de macht. Zijn pro-westerse voorganger Jean-Baptiste Quédraogo wordt gearresteerd. Door zijn onorthodoxe en effectieve politiek werkt Sankara zich op tot een idool van de Afrikaanse jeugd. Zo wijzigt hij in 1984 de naam van zijn land in Burkina Faso ten koste van de oude, koloniale, naam.
- 8 – In België wordt Eugène Michiels, ambtenaar op het ministerie van Buitenlandse Zaken ontmaskerd als spion voor de KGB en de Roemeense Securitate.
- 8 – Generaal Efrain Rios Montt wordt afgezet als president van Guatemala. Minister van defensie generaal Oscar Humberto Mejia Victores volgt hem op. Voor de arme en onderdrukte bevolking verandert er in wezen niets.
- 9 – De Engelse krant de Financial Times, toonaangevend in zakenkringen, kan na een drukkersstaking van tien weken weer verschijnen.
- 10 – In de monding van de Oosterschelde wordt de eerste betonnen pijler voor de Oosterscheldekering afgezonken. De kosten van de doorlaatbare pijlerdam worden geschat op 7,5 miljard gulden.
- 11 – Bij de vierde 'nationale protestdag' in Chili vallen ten minste 24 doden.
- 14 – Openingsceremonie van de negende Pan-Amerikaanse Spelen, gehouden in Caracas.
- 15 – Kranten publiceren het door de regering geheim gehouden rapport inzake de grootste particuliere belegger in Nederland, het pensioenfonds ABP. Directeur Ed Masson blijkt betrokken te zijn geweest bij smeergeldzaken en chantage. Hij wordt geschorst en strafrechtelijk vervolgd.
- 15 – Sovjet-leider Joeri Andropov spreekt zich uit voor drastische wijzigingen in de planeconomie van zijn land. Drie dagen later stelt hij in een gesprek met Amerikaanse senatoren een moratorium op ruimtewapens in het vooruitzicht. Op 21 augustus legt Andropov een ontwerpverdrag over een vreedzaam gebruik van de ruimte voor aan de Verenigde Naties.
- 19 – Radio Caroline komt vanaf een nieuw zendschip in de lucht.
- 20 – In Amsterdam steekt een 16-jarige skinhead de 15-jarige Antilliaanse Kerwin Duinmeijer neer. Deze overlijdt een dag later in het ziekenhuis.
- 21 – Bij terugkeer uit ballingschap wordt de Filipijnse oppositieleider Benigno Aquino jr. op het vliegveld van Manilla doodgeschoten.
- 27 – In het Wagener-stadion in Amstelveen wint de Nederlandse mannenhockeyploeg voor het eerst in de geschiedenis de Europese titel.
- 27 – Ten minste 250.000 mensen nemen in de Amerikaanse hoofdstad Washington deel aan een betoging voor de rechten van de zwarte minderheid, voor het recht op arbeid, voor de vrede en tegen de wapenwedloop.
- 27 – In Amsterdam wordt betoogd tegen het groeiende racisme in de samenleving, naar aanleiding van de moord op Kerwin Duinmeijer.

september
- 1 – Een Zuid-Koreaans passagiersvliegtuig wordt boven het Russische grondgebied neergeschoten. Alle 269 passagiers en bemanningsleden komen om het leven. (Korean Air-vlucht 007).
- 10 – Jon Brower Minnoch, de zwaarste man en de op een na zwaarste mens die ooit geleefd heeft, met als hoogst behaalde gewicht 635 kilogram, sterft aan Morbide obesitas op 41-jarige leeftijd.
- 17 – De Bende van Nijvel overvalt de winkel Colruyt in Nijvel. Resultaat zijn 3 doden (1 agent en het koppel Fourez-Dewit).
- 17 – De Russische minister van Buitenlandse Zaken Andrej Gromyko ziet af van deelname aan de op 20 september beginnende Algemene Vergadering van de VN in New York, omdat zijn veiligheid niet kan worden gewaarborgd. De Amerikaanse regering heeft de Russische luchtvaartmaatschappij Aeroflot landingsrecht in New York ontzegd, als reactie op het neerhalen van het Zuid-Koreaanse passagiersvliegtuig door het Sovjet-leger in Siberië.
- 18 - Het duel in de eredivisie (voetbal) tussen Ajax en Feyenoord eindigt in 8-2; de grootste zege ooit van Ajax op Feyenoord.
- 19 – Saint Kitts en Nevis wordt onafhankelijk.
- 21 – Tijdens een massabetoging in Manilla tegen president Ferdinand Marcos van de Filipijnen opent de politie het vuur: er vallen 11 doden en 247 gewonden.
- 23 – in Leek opent de Groninger Commissaris van de Koningen Henk Vonhoff de clickets-fabriek. Clickets zijn magnetische balletjes die kortstondig een rage veroorzaakten waardoor er honderden miljoenen stuks van worden verkocht. De onderneming zou echter in een financieel debacle eindigen, waarvan vooral bedenker G. Sebastiaan Vos de dupe werd.
- 24 – In Monza, Noord-Italië, wordt het proces afgerond inzake de giframp in Seveso (1976). Diverse verantwoordelijken krijgen gevangenisstraffen tot vijf jaar.
- 25 – de IJmuiderspoorlijn wordt voor reizigersvervoer gesloten door de Nederlandse Spoorwegen, nadat het moderniseringsplan en verlegging van de lijn definitief is afgewezen door minister Neelie Smit-Kroes. De lijn wordt ook wel IJmondlijn genoemd. Het goederenvervoer zal het nog uithouden tot 1995.
- 27 – Het GNU-project wordt de eerste keer gepubliceerd op verschillende nieuwsgroepen.
- Frankrijk stuurt troepen naar Tsjaad om de Libische invasie te weerstaan.
- 30 – Het Grootsch Leidsch HeerenDispuut ExpresZo wordt opgericht.

oktober

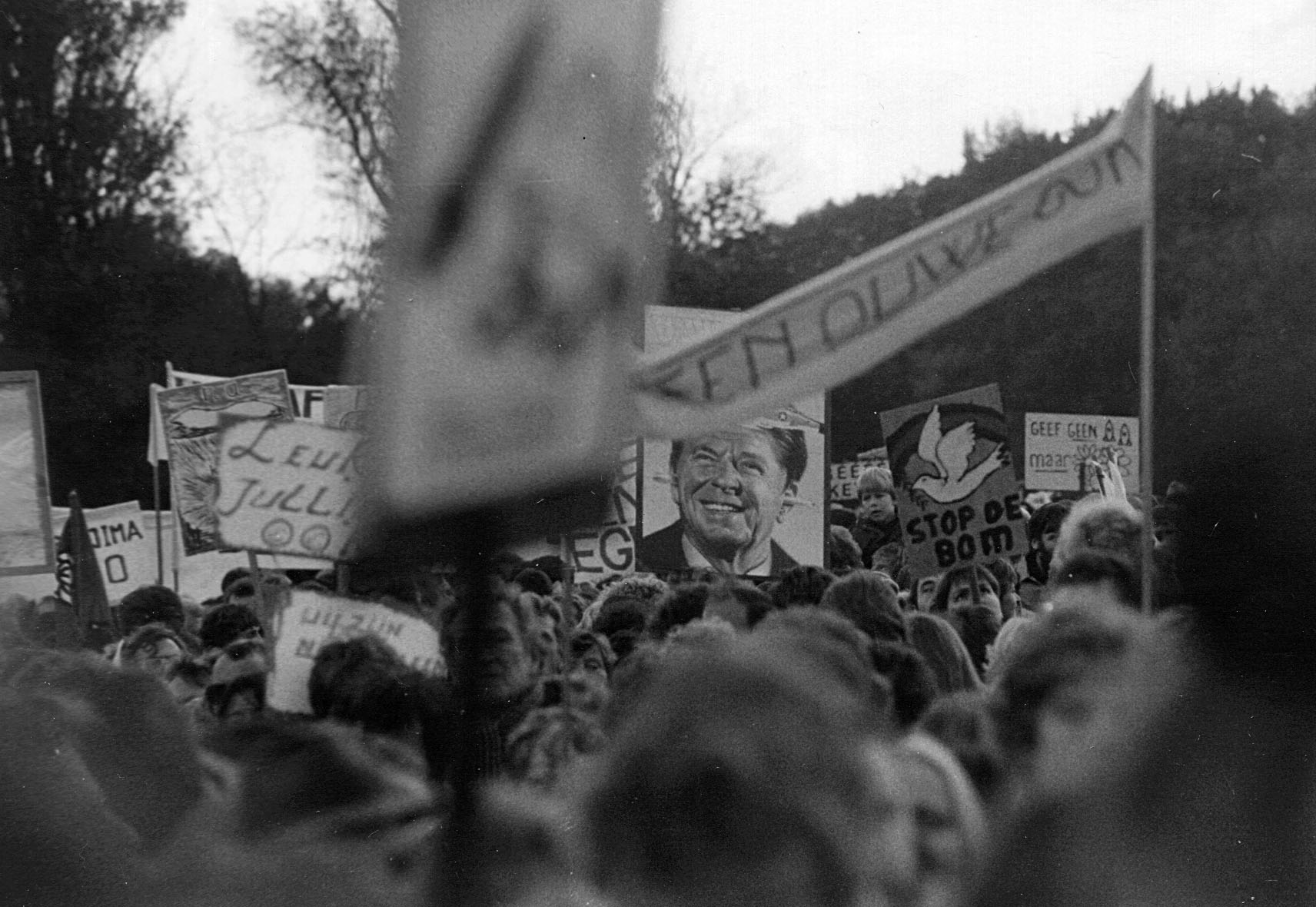
Vredesdemonstratie op 29 oktober 1983 in Den Haag

- 1 – Volgens het persbureau TASS demonstreren in Moskou 800.000 mensen tegen de voorgenomen plaatsing van Pershing II's en kruisraketten in West-Europa.
- 5 – De Poolse vakbondsleider Lech Wałęsa krijgt de Nobelprijs voor de Vrede toegekend. De grote geldprijs die aan de onderscheiding is verbonden, wil Wałęsa ter beschikking stellen van de Rooms-Katholieke Kerk in Polen.
- 6 – De Amerikaan Gino Perez is al de achtste beroepsbokser dit jaar die na een gevecht komt te overlijden.
- 7 – Uitglijder van het Openbaar Ministerie in Nederland bij een grootschalige inval bij Tai chi-groep in muziekschool in Amsterdam wegens onterechte verdenking kinderverwaarlozing.
- 8 – Simon Carmiggelt schrijft, een dag na zijn 70e verjaardag, zijn laatste "Kronkel" in Het Parool.
- 9 – Bij een bomaanslag op een Zuid-Koreaanse regeringsdelegatie in Rangoon (Myanmar) komen 21 mensen om, onder wie vier Koreaanse ministers.
- 11 – In Chili wordt de zesde nationale protestdag voor het eerst door de militaire regering toegestaan; in de hoofdstad Santiago komen circa 100.000 betogers op de been.
- 17 – Nadat in september in België is gestaakt tegen de kortingen op de lonen, beginnen nu zeven weken stakingen van de ambtenaren in heel Nederland, uit protest tegen de voorgenomen korting van 3,5 procent op het salaris. Vuilophalers, personeel van het openbaar vervoer en PTT-diensten, politie en brandweer voeren actie. Actieleider Jaap van de Scheur, voorzitter van de ambtenarenbond Acop, wordt een nationale beroemdheid.
- 17 – In België wordt het eerste kraslot geïntroduceerd: Presto van de Nationale Loterij.
- 19 – De radicale premier van Grenada, Maurice Bishop, komt om bij een staatsgreep van de nog radicaler vicepremier Bernard Coard.
- 22 – De Metropolitan Opera in New York viert het 100-jarig bestaan.
- 23 – Op het hoofdkwartier van de Amerikaanse mariniers bij het vliegveld van Beiroet wordt een bomaanslag gepleegd, waarbij 241 Amerikanen worden gedood. Tegelijkertijd ontploft een bom bij het Franse hoofdkwartier, waarbij 58 Fransen worden gedood.
- 23 – Zeer grote vredesbetoging vindt in Brussel plaats (vanaf Brussel Zuid richting Brussel Noord) tégen de installatie van kruisraketten van de NAVO op Belgisch grondgebied met een 400.000-tal betogers volgens de organisatoren (120.000 volgens de politie).
- 25 – Er landen troepen van de VS en zes Caraïbische buurstaatjes op Grenada, naar verklaard wordt om een tweede Cuba in de regio te verhinderen.
- 28 – Door een technische fout tijdens het opblazen van de schachttoren 3 van de Staatsmijn Emma worden vele gebouwen in de omgeving beschadigd.
- 29 – In Den Haag vindt de grootste demonstratie uit de Nederlandse geschiedenis plaats. Aan de demonstratie tegen het plaatsen van kruisraketten op Vliegbasis Woensdrecht doen ongeveer 550.000 mensen mee. Tot de sprekers behoort verrassend prinses Irene.
- 30 – De eerste democratische verkiezingen in Argentinië na zeven jaar militaire bezetting.
- 31 – Het Britse Lagerhuis spreekt zich met 362 tegen 218 stemmen uit vóór plaatsing van de Amerikaanse kruisraketten in Engeland. Veertien dagen later is het eerste van deze atoomwapens geïnstalleerd en inzetbaar.

november
- 2 – Twee derde van de blanke kiezers in Zuid-Afrika toont zich er in een referendum voorstander van dat 'Aziaten en kleurlingen' meer betrokken worden bij het politieke bedrijf. De zwarte meerderheid blijft zoals steeds zonder enige invloed. De VN verklaren half november de aanpassing van de Zuid-Afrikaanse grondwet onaanvaardbaar.
- 6 – Turkije beleeft de eerste parlementsverkiezingen sinds de militaire machtsovername in 1980. Slechts enkele partijen is het toegestaan kandidaten te stellen. De overwinning gaat naar de conservatieve ‘Moederlandpartij’. Turgut Özal wordt premier.
- 8 – Aardbeving in Luik met een sterkte van 5,0 op de schaal van Richter. Hierbij vallen twee doden en tientallen gewonden.
- 9 – Freddy Heineken wordt, samen met zijn chauffeur Ab Doderer, ontvoerd.
- 9 – Het Franse parlement ratificeert het Rijn-zoutverdrag, dat een einde moet maken aan de lozingen door de Franse kalimijnen en de Zwitserse en Duitse chemische industrie in de Rijn.
- 15 – Rauf Denktaş roept in het Turkse gedeelte van Cyprus het onafhankelijk staatje Noord-Cyprus uit. Alleen Turkije erkent zijn regering.
- 17 – Oprichting van het Zapatistisch Nationaal Bevrijdingsleger in Chiapas, Mexico.
- 18 – Het Amerikaanse Congres keurt voor 1984 een recordbegroting voor defensie goed van 249,8 miljard dollar.
- 22 – Het parlement van Noorwegen spreekt zich met een meerderheid van één stem uit vóór plaatsing van nieuwe middellange-afstandsraketten in Europa.
- 23 – Bij de ontwapeningsgesprekken in Genève over middellange-afstandsraketten breekt de Russische delegatie de onderhandelingen af zonder dat een afspraak wordt gemaakt over hervatting daarvan. Intussen arriveren de eerste Pershing II-raketten in de Bondsrepubliek Duitsland.
- 25 – Onder bemiddeling van Syrië en Saoedi-Arabië komen de verschillende Palestijnse strijdgroepen in Tripoli een bestand overeen. In december zal de omstreden PLO-leider Yasser Arafat de stad verlaten.
- 27 – Bij de grootste demonstratie uit de geschiedenis van Uruguay gaan in de hoofdstad Montevideo 400.000 mensen de straat op om te betogen voor herstel van de democratie, vrijheid en werk.
- 30 – Na drie weken komt de politie op het spoor van de schuilplaats en Freddy Heineken en Ab Doderer worden bevrijd.
- 30 – Microsoft brengt de eerste MS-Word-versie op de markt.
- Nederland wordt getroffen door een ambtenarenstaking. Wekenlang wordt het huisvuil niet opgehaald en de post niet bezorgd.

december
- 8 – De voormalige Britse minister van buitenlandse zaken Lord Carrington wordt zonder tegenstemmers gekozen tot nieuwe Secretaris-generaal van de NAVO en opvolger van Joseph Luns die in 1984 zal vertrekken.
- 8 –  Er komt ook een einde aan de gesprekken over begrenzing van strategische bewapening en tweezijdige troepenbeperking in Europa.
- 9 – De dertien landen van de OPEC worden het eens over bevriezing van de prijs van aardolie en over een systeem van quoteringen. De meeste landen zullen zich echter niet aan de afspraken houden.
- 17 – IRA-bomaanslag op het Londense warenhuis Harrods, waarbij zes mensen om het leven komen.
- 17 – In de laatste wedstrijd van de kwalificatieronde voor het EK voetbal 1984 wint Spanje met 12-1 van Malta, net voldoende om zich te plaatsen ten koste van Nederland. Er gaan stemmen op dat spelers van Malta zijn omgekocht.
- 17 – Bij een wraakactie wordt de Amsterdamse seksclub Casa Rosso in brand gestoken; vijftien mensen komen om in de vlammen.
- 19 - Start van stakingen bij Billiton en Suralco in Suriname.
- 20 – PLO-leider Yasser Arafat en 4.000 aanhangers zitten al vanaf half november door rebellen uit eigen gelederen ingesloten in de Libanese stad Tripoli. Onder druk van de wereldopinie kunnen ze worden geëvacueerd met vijf Griekse schepen.
- 29 – De VS kondigen aan dat ze op zo kort mogelijk termijn uit de UNESCO zullen stappen, omdat die VN-organisatie overmatig gepolitiseerd is en een ongebreidelde groei in de financiële behoefte vertoont.

zonder datum
- Eerste druk van de gidsen van het Pieterpad.

## Muziek

### Klassieke muziek
- 1 maart: eerste uitvoering van Laconisme de l'aile van Kaija Saariaho
- 29 september: eerste uitvoering van Symfonie nr. 3 van Witold Lutosławski
- 4 oktober: eerste uitvoering van Chain 1 van Witold Lutosławski
- 19 oktober: eerste uitvoering van Nattmusikk van Johan Kvandal
- 8 november: eerste uitvoering van An American overture van Benjamin Britten
- 20 november: Glamour (Bax) van Arnold Bax uit 1921 is voor het eerst te horen op de Britse radio.

### Popmuziek
Het jaar staat in het teken van het eind 1982 verschenen album Thriller van Michael Jackson. Regelmatig worden singles van het album uitgebracht, die stuk voor stuk boven in de hitparades terechtkomen. Op 25 maart bereikt Michael Jackson een nog groter publiek, in een liveoptreden tijdens het concert Motown 25: Yesterday, Today, and Forever. Terwijl hij Billie Jean zingt, voert hij voor het eerst de moonwalk uit, die in zijn verdere carrière zijn handelsmerk zal zijn.
Bestverkochte singles in Nederland:
1. The Shorts – Comment ça va
2. Irene Cara – Fame
3. Billy Joel – Goodnight Saigon
4. Doe Maar – Pa
5. Nena – 99 Luftballons
6. Stars on 45 – Stars on 45 proudly presents The Star Sisters
7. Michael Jackson – Beat It
8. UB40 – Red Red Wine
9. Lionel Richie – All Night Long (All Night)
10. Culture Club – Karma Chameleon

Bestverkochte albums in Nederland:
1. Michael Jackson – Thriller
2. Doe Maar – 4us
3. David Bowie – Let's Dance
4. BZN – 28 Golden hits
5. The Kids from Fame – The Kids from Fame
6. Spandau Ballet – True
7. Nena – Nena
8. Het Goede Doel – België
9. Kinderen voor Kinderen – Kinderen voor Kinderen 4
10. BZN – Desire

## Beeldende kunst

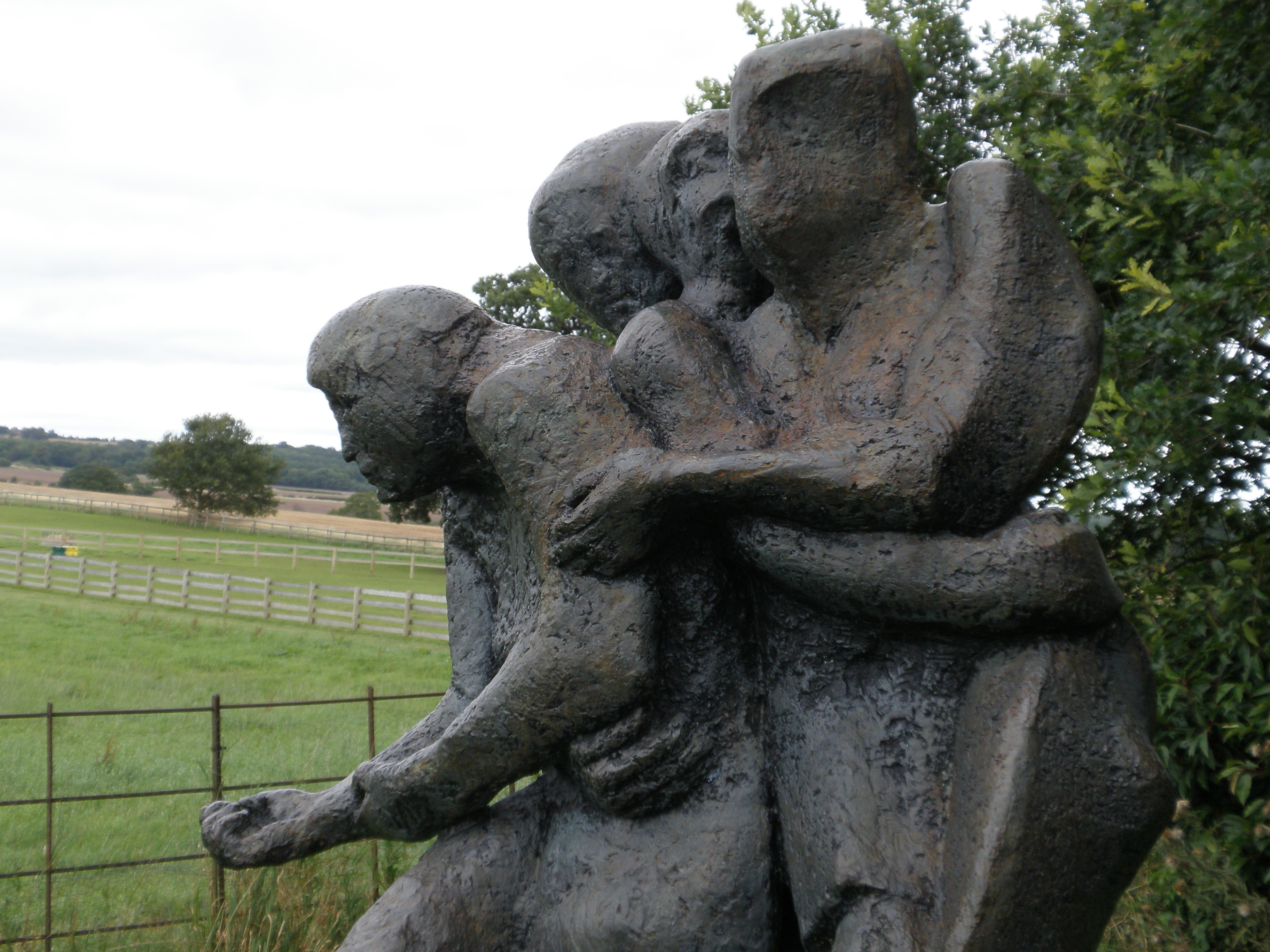
Bond (1983) Alan Thornhill, Ragley Hall

## Bouwkunst

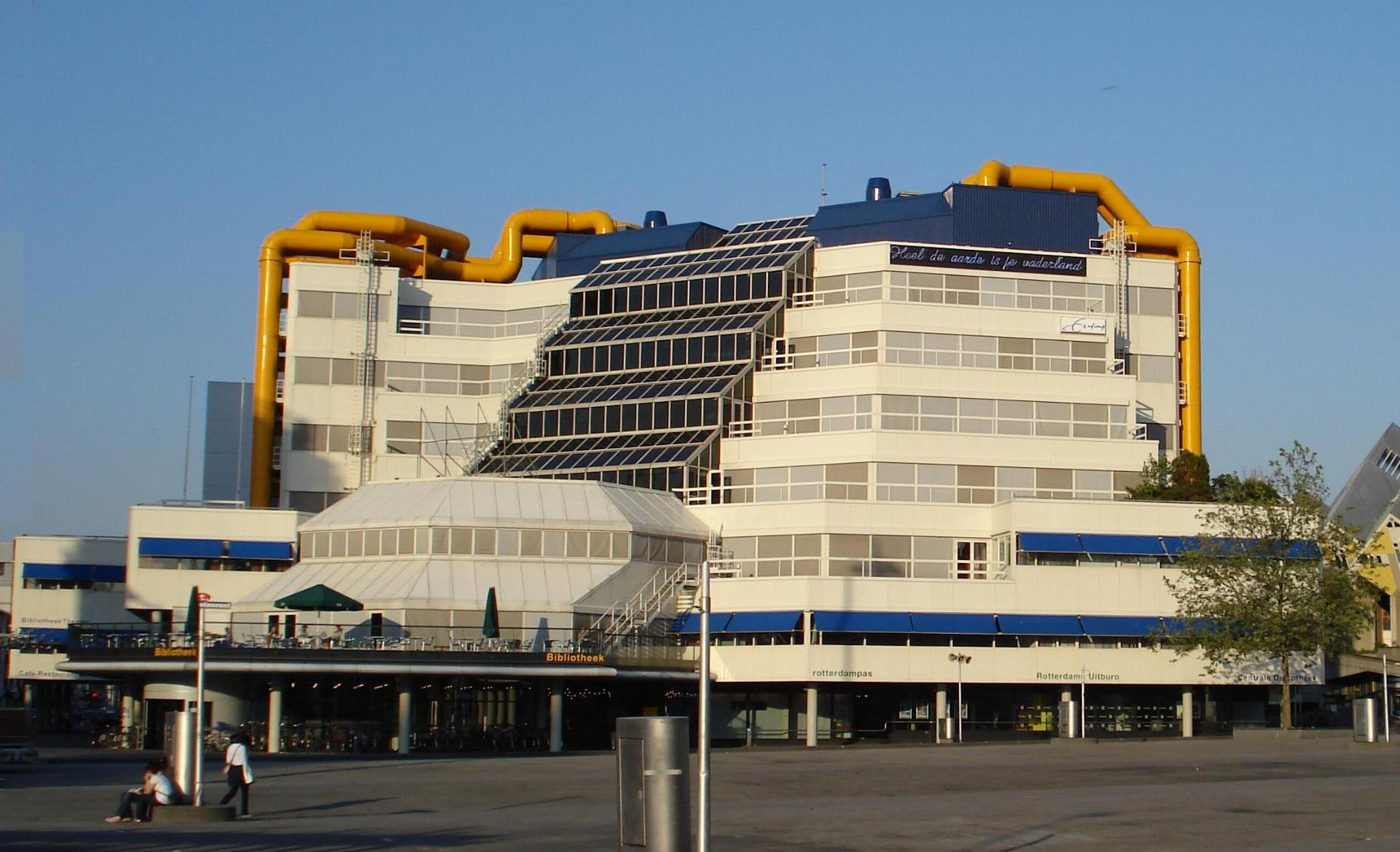
Bibliotheek Rotterdam (1983) Van den Broek en Bakema

## Weerextremen

### België
- 30 januari: Een tornado veroorzaakt schade in de streek van Attert, nabij Martelange.
- maart: Zoals in 1912 kennen we tijdens deze maand maart geen enkele vorstdag in Ukkel.
- 6 april: Onweders veroorzaken schade in Henegouwen en in het centrum van het land, met windstoten tot 120 km/h in Gosselies.
- 26 april: In 24 uur valt 59 mm regen in Dessel, met heel wat schade in de streek.
- april: April telt 16 onweersdagen (normaal: 7).
- 2 mei: Een tornado veroorzaakt schade in de streek van Nassogne.
- mei: Mei met hoogste luchtdruk: 1021,8 hPa (normaal 1015,5 hPa).
- lente: Lente met laagste zonneschijnduur: 273,1 (normaal 545,9 u).
- lente: Na 1979 lente met hoogst aantal neerslagdagen: 74 (normaal 52,8).
- 23 juni: In 7 min 16 mm regen in Wijgmaal (Leuven).
- 24 juni: In één uur 75 mm in Soumoy (Cerfontaine).
- 25 juni: In één dag 103 mm in Sainlez (Fauvillers).
- 27 juli: Hagelbuien met grote hagelstenen veroorzaken schade in de provincie Luik.
- 1 augustus: Tornado met schade in Sart-Bernard (Assesse).
- augustus: Augustus met laagste neerslagtotaal: een neerslagtotaal met 10,4 mm (normaal 74,4 mm).
- 24 oktober: De temperatuur daalt in Rochefort tot –6,8 °C.
- 15 november: Minimumtemperatuur –10,0 °C in Koersel (Beringen) en –12,8 °C in Rochefort.
- 27 november: Storm boven West-Europa kost in België een tiental mensenlevens. Tweede krachtigste windstoot van de eeuw in Ukkel: 151 km/h.

Bron: KMI Gegevens Ukkel 1901-2003 met aanvullingen 

### Nederland
- Natste lente sinds het begin van de metingen in 1906 t/m ten minste 2024: 282 millimeter.[1]